# 모항항 (부안군)
모항항은 전북특별자치도 부안군 변산면 도청리 모항에 위치한 어항이다. 2008년 12월 16일 어촌정주어항으로 지정되었다. 시설관리자는 부안군수이다.

## 연혁
- 모항항은 격포항으로부터 약 6.5 km 남쪽에 위치하고 있으며 2008.12.16일 어촌정주어항으로 지정되었다.
- 모항해수욕장과 거의 인접해 있어 여름이면 많은 관광객들이 찾아오고 있으며 모항항 가까이에 펜션 및 수련원 등이 있어 유동인구가 많다.

## 어항 구역
- 수역: 방파제에서 남측 및 동측으로 이격시킨 선과 호안 구조물의 연장이 필요한 부지의 선내 공유수면(31,500m2)[1]

## 어항 시설
- 방파제 100m, 선착장 125m, 호안 156m

## 주요 어종
- 주꾸미, 전어, 새우